# Chililabombwe (Distrikt)
Chililabombwe ist einer von zehn Distrikten in der Provinz Copperbelt in Sambia. Er hat eine Fläche von 1026 km² und es leben 141.900 Menschen in ihm (2022). Hauptstadt des Distriktes ist Chililabombwe.

## Geografie
Der Distrikt liegt etwa 100 Kilometer nordwestlich von Ndola, der Hauptstadt der Provinz Copperbelt, entfernt. Der nördliche Teil erhebt sich bis auf knapp 1400 m über dem Meeresspiegel, während der südliche Teil bis auf etwa 1250 m abfällt. Den größten Teil der Nordgrenze bildet die Wasserscheide zwischen dem Kongo und dem Sambesi, die Südgrenze bildet der Fluss Kafue.
Er grenzt im Norden an die Provinz Haut-Katanga in der Demokratischen Republik Kongo, im Osten an der Distrikt Mufulira, im Süden an Chingola und im Westen, in der Nordwestprovinz, an Mushindamo.

### Klima
Chililabombwe hat ein typisches Savannenklima mit 3 Jahreszeiten. Von November bis März ist es heiß und regnerisch, von April bis Juli heiß und trocken und von August bis Oktober heiß und trocken. Die mittlere Jahrestemperatur beträgt etwa 18 Grad Celsius. Dies liegt vor allem an der Höhenlage des Distrikts. Die höchste Temperatur wird im Oktober bei über 27 Grad Celsius gemessen, die niedrigsten im Juli.
Der Chililabombwe liegt im regenreichen Gürtel von Sambia mit einer durchschnittlichen jährlichen Niederschlagsmenge von 1340 mm. Dürre und lange Trockenperioden sind nicht üblich. Dies ist dem Nordwestpassat geschuldet, der feuchte Luftmassen aus dem Kongobecken bringt.

### Gewässer
Der wichtigste Fluss im Chililabombwe ist der Kafue. Seine Nebenflüsse im Distrikt sind der Lubengele, Kamenza, Kakoso, Milyashi und der Ming'omba.

### Vegetation
Chililabombwe hat offene Wälder mit Miombo Struktur. Die Vegetation ist stark vom Menschen beeinflusst. Bergbau, Landwirtschaft und Holzkohlegewinnung, sowie Rodung für die Gewinnung von Holz beeinträchtigen die Natur.
Es gibt acht Waldreservate. Allerdings sind diese sehr unter Druck. Zwei wurden bereits in Farmland umgewandelt. Die anderen werden stark für die Holzgewinnung genutzt.

## Kultur
Die Hauptsprachen, die in Chililabombwe gesprochen werden, sind: Englisch (offizielle Sprache) und Lamba bzw. Bemba.

## Wirtschaft
Der Distrikt ist reich an Mineralien wie Kupfer, Kobalt, Gold usw. Entsprechend stark ist der Bergbausektor ausgeprägt. Außerdem ist der grenzüberschreitende Handel mit der demokratischen Republik Kongo ein sehr wichtiger Faktor in dem Distrikt.

## Infrastruktur
Chililabombwe liegt an der Fernstraße T5 und der T3, die Sambia über Kasumbalesa mit der Demokratischen Republik Kongo verbindet. Er ist mit Ndola, der Provinzhauptstadt, über eine etwa 130 km lange Asphaltstraße verbunden, die den Zugang zu anderen Waren und Dienstleistungen erleichtert. Der Distrikt verfügt über ein gutes öffentliches Verkehrssystem und ist über eine asphaltierte Straße mit Chingola, Kitwe und Ndola, Mufulira und anderen Städten verbunden. Es gibt Busverbindungen von und nach Lusaka, die von privaten Anbietern angeboten werden.
Obwohl der Chililabombwe über keinen Flughafen verfügt, ist er vom internationalen Flughafen Ndola aus gut zu erreichen.
Bis 1965 gab es im Bezirk keine weiterführende Schule im Distrikt. Die Schüler mussten die Oberschulen Chikola und Chingola besuchen. Die Chililabombwe Secondary School wurde am 17. Januar 1966 eröffnet.
In der Lübengele-Klinik befindet sich ein Tuberkulose-Zentrum.

## Soziales
UNICEF stellt in einer Studie aus 2001 in Sambia eine durchschnittliche Kinderarbeitsquote von 20 % fest, in Mpika, Chinsali und Chililabombwe aber eine von 70 %. Der sexuelle Missbrauch von Kindern liegt 10 Prozent höher als im Landesdurchschnitt von 72 % für Mädchen und 28 % für Jungen wie auch in Mansa, Mpika, Nchelenge, Chinsali und Kaoma.